# Стимбоут Рок (Ајова)
Стимбоут Рок (енгл. Steamboat Rock) град је у америчкој савезној држави Ајова. По попису становништва из 2010. у њему је живело 310 становника.

## Демографија
Према попису становништва из 2010. у граду је живело 310 становника, што је -26 (-7.7%) становника више него 2000. године.
| Група             | 2000.       | 2010.       |
| Белци             | 308 (91,7%) | 283 (91,3%) |
| Афроамериканци    | 3 (0,9%)    | 0 (0,0%)    |
| Азијати           | 2 (0,6%)    | 2 (0,6%)    |
| Хиспаноамериканци | 21 (6,3%)   | 24 (7,7%)   |
| Укупно            | 336         | 310         |